# Muhàmmad I Adud al-Din
Muhàmmad (I) Adud-ad-Din fou atabeg salghúrida del Fars. Va succeir el seu germà Sad (II) ibn Abi-Bakr el 1260.
Com que era menor d'edat va quedar sota regència de la seva mare Terken (Torkān) Khatun, una príncesa dels atabegs de Yadz que va designar visir a Nidham-ad-Din Abu-Bakr. Els abusos d'aquest es van notar immediatament.
El jove príncep va morir després d'un regnat de dos anys i mig (20 de novembre de 1262). Terken Khatun llavors va fer designar atabeg un nebot de nom Muhàmmad ibn Salghur ibn Sad I.